# Mastusio
Nella mitologia greca,  Mastusio  era il nome di un nobile della città di Eleunte di cui si raccontano le gesta.

## Il mito
Nella città vi era una regola ferrea: ogni anno doveva essere sacrificata una donna nobile, lo aveva voluto l'oracolo del luogo. Lui aveva diverse figlie che voleva salvare in tutti i modi dal destino, per far ciò decise che non avrebbe mai inserito il loro nome nelle urne se non faceva altrettanto il suo re. Il tiranno un giorno decise che non vi era bisogno dell'estrazione e uccise la figlia di Mastusio. Egli cercò vendetta invitando le figlie e il re a casa sua. Giunsero prima le ragazze che lui uccise e prese da loro il sangue che versò in un calice. alla venuta del re gli offrì la bevanda nefasta, appena accortosi dell'orribile gesto il sovrano prese il nobile e lo fece precipitare in mare che da allora prese il nome del nobile: mare mastusiano.

### Moderna
- Pierre Grimal, Enciclopedia della mitologia 2ª edizione, Brescia, Garzanti, 2005, ISBN 88-11-50482-1. Traduzione di Pier Antonio Borgheggiani